# Vedlejší intervence
Vedlejší intervence (§ 93 OSŘ) je procesní institut, pomocí kterého může do sporného řízení vstoupit třetí osoba jako tzv. vedlejší účastník (vedlejší intervenient). Smyslem je umožnit subjektům, o  jejichž právech a povinnostech se v  řízení sice nerozhoduje, ale které mají na výsledku řízení právní zájem, tzn. že výsledek řízení se těchto osob bezprostředně dotkne, aby mohly svou aktivní účastí na tento výsledek působit.  
Vedlejší účastník může vstoupit do řízení v  kterémkoli stadiu, buď z  vlastního podnětu nebo na výzvu účastníka řízení učiněnou prostřednictvím soudu (litis denuntiatio), vždy však vstupuje z  vlastního rozhodnutí a ve svém vlastním zájmu. Vystupuje tak, že podáním (§42 odst. 1 a 4 OSŘ) oznámí soudu svůj vstup do určitého řízení. Jako podmínku požaduje zákon právní zájem intervenienta na výsledku řízení. Právní zájem vedlejšího intervenienta se neliší od obecného procesního pojmu právního zájmu. Musí jít o  uplatnění vlastního zájmu a musí jít o  zájem právní. Existenci právního zájmu a přípustnost vedlejšího účastenství zkoumá soud pouze na návrh účastníka, jinak oznámení vstupu třetí osoby do řízení pouze konstatuje a zaznamenává do protokolu, od toho okamžiku musí soud s  vedlejším účastníkem jako s  účastníkem jednat.
Vedlejší účastník se v  řízení připojuje k  té straně sporu, na jejímž vítězství má právní zájem, má obdobné postavení jako účastník, může se tedy vyjadřovat k  věci a navrhovat důkazy, tedy procesními prostředky pomáhat té straně sporu, ke které se připojil. Nemůže však činit dispoziční úkony, tedy například zpětvzetí žaloby, změnu žaloby atd. Dostanou-li se jeho procesní úkony do rozporu s  úkony účastníka hlavního, soud je podle znění zákona posoudí, ale musí hledět na to, že proces vede hlavní, nikoli vedlejší účastník.